# منشأة الحكم
منشأة الحكم هي مصنع من مصانع إنتاج الأسلحة البيولوجية ومن أكثر المصانع تطورًا وأكبرها في العراق، حيث كانت المنشأة جزءًا من مجمع التصنيع العسكري في ناحية جرف الصخر، بالقرب من مدينة المسيب، أنتجت المصنع كميات كبيرة من الذيفان الوشيقية والجمرة الخبيثة من عام 1989 حتى تدميرها عام 1996.

## تاريخ
في أوائل الثمانينيات، أنتهكت الحكومة العراقية (في عهد صدام حسين) معاهدة حظر الأسلحة البيولوجية من خلال إنشاء برامج لتطوير الأسلحة الكيماوية والبيولوجية، ولم يتعرف عليها إلا في أعقاب حرب الخليج الثانية (1990-1991)، بعد التحقيقات التي أجرتها اللجنة الخاصة للأمم المتحدة (UNSCOM) المسؤولة عن نزع أسلحة الدمار الشامل في العراق، وهي واحدة من العديد من منشآت الأسلحة البيولوجية في العراق.
بدأت منشأة الحكم في إنتاج كميات كبيرة من الجمرة الخبيثة من فئة الأسلحة في عام 1989 وأنتجت 8000 لتر أو أكثر. (8000 لتر حسب إعلان من الحكومة العراقية نفسها) في أعقاب حرب الخليج، أقر العراق رسميًا أنه عمل مع عدة أنواع من مسببات الأمراض البكتيرية، بما في ذلك العصوية الجمرية والمطثية الوشيقية والمطثية الحاطمة والعديد من الفيروسات (الفيروس المعوي 17 [الذي يسبب التهاب الملتحمة]، والفيروس العجلي، وجديري الإبل)، كما قام البرنامج بتطوير تنقية السموم البيولوجية، بما في ذلك توكسين البوتولينوم والريسين والأفلاتوكسين، وفي المجموع تمت زراعة نصف مليون لتر من العوامل الحيوية.
من بين منتجات الأسلحة البيولوجية في منشأة الحكم، بديل للجمرة الخبيثة العصوية التورنجية، وهو في الأساس عامل الجمرة الخبيثة الذي يصيب الحشرات، والذي غالبًا ما يستخدم من قبل المتخصصين في البستنة للسيطرة على اليرقات.
لم تُقصف منشأة الحكم خلال حرب الخليج، بسبب على عدم تأكيد دوره الحقيقي في برنامج الأسلحة البيولوجية منذ إنشاؤه حتى عام 1995، وفي عام 1996 أمرت اللجنة الخاصة بتدميره، وأغلقت المنشأة من قبل مفتشي الأسلحة التابعين للأمم المتحدة، الذين اعتبروها غير آمنة؛ ودمرت المنشأة بالكامل من قبل الجيش الأمريكي في غزو العراق عام 2003.

## روابط خارجية
- منشأة الحكم على موقع GlobalSecurity.org